# این کودک را دعا کنید
این کودک را دعا کنید (به انگلیسی: Bless the Child) یک فیلم ترسناک فراطبیعی است محصول سال ۲۰۰۰ از آمریکا و آلمان، به کارگردانی چاک راسل. در این فیلم بازیگرانی همچون کیم بسینگر، جیمی اسمیتس، آنجلا بتیس، روفوس سوئل، کریستینا ریچی، هلیستون کولمن، مایکل گستن، لومی کاوازوس و ایان هولم ایفای نقش کرده‌اند.

## داستان
«مگی اوکانر» زندگی خود را بر محور کار در یک بیمارستان پررفت‌وآمد نیویورک، به عنوان یک پرستار خلاصه کرده، او سال‌هاست که از خواهرش «جینا» بی‌خبر است تا اینکه یک شب بارانی در ایام کریسمس، جینا که نه تنها به هروئین معتادشده بلکه با نوزاد دختر مبتلا به اوتیسم خود سرزده وارد می‌شود.
جینا پس از مشاجرهٔ شدید، بدون دخترش «کودی»، خانهٔ مگی را ترک می‌کند. به این ترتیب مگی صاحب دختری که هرگز نداشت می‌شود و به‌طور فزاینده‌ای به دختر علاقه‌مند می‌شود. آنگونه که پیداست، کودی دارای مهارت‌هایی غیرمعمولی است. پس از شش سال به طور ناگهانی، جینا با شوهر مرموز جدیدش «اریک»، وارد می‌شود و آن دو کودی را به زور می‌ربایند.
با آن که مگی هیچ حق قانونی بر کودی ندارد، پلیس را در جریان می‌گذارد. «جان تراویس» مأمور اف‌بی‌آی، کارشناس در قتل‌های مرسومات فرقه‌ای، به زودی پی می‌بَرَد که تاریخ تولد کودی با چند کودک تازه مفقود شدهٔ دیگر یکی است.
به‌زودی روشن می‌شود که مهارت‌های غیرمعمول کودی، مهارت‌های پیش پا افتاده نیستند بلکه بروز توانایی‌های فوق‌العاده‌ای هستند که برای دست‌یابی و کنترل آنها، نیروهای شر و شیطانی سده‌های فراوانی انتظار می‌کشیده‌اند. ربوده‌شدن کودی جرقهٔ درگیری بین نیروهای نیک و بد را می‌افروزد و در پایان با توانایی فوق‌العادهٔ یک کودک کوچک می‌تواند یکسره شود.